# Zvegana rusoglavka
Zvegana rusoglavka (znanstveno ime Rhodocybe gemina) je gliva iz rodu rusoglavk (Rhodocybe). Nekaj časa je bila uvrščena v rod mokaric (Clitopilus) in je bila imenovana zvegana mokarica (Clitopilus geminus), dokler niso leta 2014 z molekularnimi genetskimi raziskavami dokazali, da spada med rusoglavke.
Ime rodu izhaja iz grških besed »rhodeos«, kar pomeni rožnato, in »cybe«, kar pomeni glava in se nanaša na rožnato barvo klobuka. Vrstni pridevek gemina je latinska beseda za dvojčka in se nanaša na dejstvo, da so te gobe pogosto najdene v parih ali skupinah.

## Značilnosti
Klobuk je širok od 3 do 10 cm in je oker barve z bledo rožnatimi odtenki, s staranjem postaja bolj rjav. Sprva konveksen, sploščen s plitko grbico, vendar obdrži navzdol zavihan rob. Površina je mat in rob klobuka ni progast.
Lističi so zelo gosti in pripeti na bet za majhnim zobcem. So zelo bledo rumene barve z rožnatim odtenkom.
Bet je dolg od 4 do 8 cm in širok od 0,8 do 2 cm. Je valjast ali rahlo razširjen v dnišču. Je bele barve in pri vrhu mokast, nato postane rožnat in vlaknast, proti dnu postane bel. Je vzdolžno vlaknat in brez obročka.
Ima vonj po sveži moki in rahel okus po orehih.

## Razširjenost in življenjski prostor
Raste v skupinah kot gniloživka na zemlji pod grmovjem in v gozdovih, pogosto v bližini kopriv. Je precej široko, a redko razširjena po večjem delu celinske Evrope.

## Mikroskopske značilnosti
Trosni odtis je mesnato rožnate barve. Trosi so široko elipsasti z majhnimi nepravilnimi bradavicami in merijo 4,5–7 x 3–4,5 μm.

## Podobne vrste
- užitna rdečelistka (Entoloma clypeatum) nima rožnatih odtenkov na klobuku in ima precej večje trose.

## Uporabnost
Užitna.